# Заостров
Заостров (укр. Заострів) — село, входит в Переяслав-Хмельницкий район Киевской области Украины.
Население по переписи 2001 года составляло 1 человек. Почтовый индекс — 08410. Телефонный код — 4567. Занимает площадь 0,09 км².

## Местный совет
08410, Київська обл., Переяслав-Хмельницький р-н, с.Пристроми